# Sthenias persimilis
Sthenias persimilis är en skalbaggsart som beskrevs av Stefan von Breuning 1938. Sthenias persimilis ingår i släktet Sthenias och familjen långhorningar. Inga underarter finns listade i Catalogue of Life.